# 親分&子分ズ
親分＆子分ズ（おやぶん あんど こぶんず）は、1969年（昭和44年）にキングレコードからデビューしたカレッジ・フォーク系のバンドである。コミックソングを得意とした。

## 親分&子分ズ
入月清文、赤井正、天野近の早稲田大学の3人組のグループである。日本テレビ系「あなた出番です」のオーディション合格によりデビューが決まった。デビュー曲はトニーズのヒット曲「海はふるさと」。
1969年10月8日の早稲田大学邦文速記研究会主催の“Folk Concert in Autumn Evening”（会場は共立講堂）にシュリークス、パードリックス、小林啓子とともに出演した。
現在、東芝EMIより『カレッジポップス・クロニクル』（6枚組）が通信販売されており、親分＆子分ズの作品からは、
- 「海はふるさと」
- 「ねててくれお日さま」
- 「クレオパトラの華麗な旅」

の3曲が収録されている（Disc6）。

## 主題歌「遠山の金さん」
中村梅之助主演『遠山の金さん捕物帳』（NET、放映期間1970年7月12日-1973年9月30日）の主題歌「遠山の金さん」（作詞名村宏、作曲小川寛興）がヒットした。番組のエンディングテーマであった。小唄や都々逸を思わせる和風のメロディに、ほのぼのとした男性コーラスをのせ、フォークギターやオルガンなどをかぶせ、最後は尺八で締めてわびを加えるという大胆で凝ったアレンジをおこなった。キングレコードより1970年（昭和45年4月20日）発売、演奏時間は2分16秒。現在は『TV時代劇グレイテスト・ヒッツ』（テイチク）に収録されている。
のちに『とんねるずのみなさんのおかげです』（フジテレビ系）のコント「保毛太郎侍」のテーマ曲として替え歌にされた。

## 『フォークでクリスマス』
1969年にキングレコードより『フォークでクリスマス～Christmas on Campus』が発売されており、親分&子分ズの「赤鼻のトナカイ」など計4曲が収められている。
第1面
- 1.　聖夜／小林啓子（讃美歌／F.グルーバー作曲／若松正司編曲）
- 2.　赤鼻のトナカイ／親分＆子分ズ（新田宣夫作詞／J.マーク作曲／寺島尚彦編曲）

第2面
- 1.　ホワイトクリスマス／パードリックス（I.バーリン作詞・作曲／若松正司編曲）
- 2.　ジングルベル／ダボーズ（ダボーズ作詞／ピアポント作曲／ダボーズ編曲）

## 作品の収録されているディスク
- TV時代劇グレイテスト・ヒッツ
- カレッジポップス・クロニクル（6枚組）
- チャンバラ万歳!（6枚組）